# Ghost Machine (álbum)
Ghost Machine es el álbum debut del grupo musical Ghost Machine. Fue publicado el 26 de julio de 2005, vía su propia discográfica Black Blood Records.
El álbum contiene un total de trece pistas principales. Hay casi setenta y ocho pistas en el álbum que son espacios silenciosos de cuatro segundos de longitud. Además hay siete pistas que presentan los mismos ruidos aleatorios. Estas aparecen después de la pista once, dentro de estas pistas hay tres canciones ocultas, La pista veintidós es un remix con una duración de 4:01 minutos de "Gob Forbid", La pista 69 es una canción que se llamó "Certain Things" y dura 4:38 minutos. La pista 79, y la que finaliza el álbum, "Ripped", dura 6:13 y es una pista ambiental oscura que muestra ruidos aleatorios.

## Pistas
| N.º   | Título                                        | Duración |  |
| 1.    | «Intro»                                       | 1:06     |  |
| 2.    | «Headstone»                                   | 4:08     |  |
| 3.    | «Vegas Moon»                                  | 3:55     |  |
| 4.    | «God Forbid»                                  | 3:27     |  |
| 5.    | «Scarred By Happiness (L.S.D.)»               | 5:22     |  |
| 6.    | «Siesta Loca»                                 | 4:08     |  |
| 7.    | «What You Made Me (Ugli)»                     | 3:23     |  |
| 8.    | «L.S.H.F.»                                    | 6:07     |  |
| 9.    | «Rock In Roll»                                | 3:49     |  |
| 10.   | «Burning Bridges»                             | 3:48     |  |
| 11.   | «Last Stairwell»                              | 4:04     |  |
| 12.   | «God Forbid» ((Quiet Room Mix) (pista oculta) | 4:01     |  |
| 13.   | «Certain Things» ((pista oculta)              | 4:38     |  |
| 14.   | «Ripped» ((pista oculta)                      | 6:13     |  |
| 65:16 |                                               |          |  |

- Datos: Q85870225